# 瓦西利奥斯·措拉基季斯
瓦西利奥斯·措拉基季斯（希臘語：Βασίλειος Τσολακίδης，1979年9月9日—），希腊男子竞技体操运动员，2011年欧洲竞技体操锦标赛男子双杠铜牌得主、2011年世界竞技体操锦标赛男子双杠银牌得主。